# 毛梾
毛梾（学名：Swida walteri）为山茱萸科梾木属下的一个种。

## 扩展阅读
- 維基物種上的相關：毛梾